# ダム水路主任技術者
ダム水路主任技術者（だむすいろしゅにんぎじゅつしゃ）とは、水力発電所（水力発電を行う電気工作物）において電気事業法に規定する主任技術者として選任された者のうち、水力設備に係る保安の監督を行う者のこと。また公式な用法ではないが、同法に規定する主任技術者免状のうち本項に記述する免状の交付を受けている者を指すこともある。

## 概要
水力発電所の水力設備（ダム、導水路、サージタンク及び水圧管路等）の工事、維持及び運用に係る保安の監督を行い、安全の確保や電力の安定供給を図る。免状の交付を受けている者から選任するのが原則であるが、自家用電気工作物のうち一定の条件を満たすものについては、経済産業大臣の許可を受けて免状の交付を受けていない者を選任することができる。

## 免状の区分
- 第1種ダム水路主任技術者免状
- 第2種ダム水路主任技術者免状

## 免状の交付を受けるための資格
電気主任技術者免状と違って試験はなく、学歴（または既得資格）と実務経験によってのみ免状の交付が受けられる。
| 免状の種類 | 学歴又は資格 | 実務の経験                                                                                       | 実務の経験                                                                                           |
| 免状の種類 | 学歴又は資格 | 実務の内容                                                                                       | 経験年数                                                                                             |
| ---------- | --- | ------------------------------------------------------------------------------------------------ | --- |
| 第一種     | 1.学校教育法による大学又はこれと同等以上の教育施設において、土木工学に関する学科を修めて卒業した者                               | 水力設備（電気的設備を除く。以下同じ）又は水力設備に相当する発電用以外の設備の工事、維持又は運用 | 卒業後高さ15 m以上のダム（発電用のものに限る）の工事、維持又は運用に関する経験3年以上を含む5年以上   |
| 第一種     | 2.学校教育法による大学又はこれと同等以上の教育施設を卒業した者（1.に掲げる者を除く）                                             | 水力設備又は水力設備に相当する発電用以外の設備の工事、維持又は運用                               | 卒業後高さ15 m以上のダム（発電用のものに限る）の工事、維持又は運用に関する経験3年以上を含む9年以上   |
| 第一種     | 3.学校教育法による短期大学若しくは高等専門学校又はこれと同等以上の教育施設において、土木工学に関する学科を修めて卒業した者       | 水力設備又は水力設備に相当する発電用以外の設備の工事、維持又は運用                               | 卒業後高さ15 m以上のダム（発電用のものに限る）の工事、維持又は運用に関する経験4年以上を含む6年以上   |
| 第一種     | 4.学校教育法による短期大学若しくは高等専門学校又はこれと同等以上の教育施設を卒業した者（3に掲げる者を除く）                      | 水力設備又は水力設備に相当する発電用以外の設備の工事、維持又は運用                               | 卒業後高さ15 m以上のダム（発電用のものに限る）の工事、維持又は運用に関する経験4年以上を含む10年以上  |
| 第一種     | 5.学校教育法による高等学校又はこれと同等以上の教育施設において、土木工学に関する学科を修めて卒業した者                           | 水力設備又は水力設備に相当する発電用以外の設備の工事、維持又は運用                               | 卒業後高さ15 m以上のダム（発電用のものに限る）の工事、維持又は運用に関する経験5年以上を含む10年以上  |
| 第一種     | 6.学校教育法による高等学校又はこれと同等以上の教育施設を卒業した者（5.に掲げる者を除く）                                         | 水力設備又は水力設備に相当する発電用以外の設備の工事、維持又は運用                               | 卒業後高さ15 m以上のダム（発電用のものに限る）の工事、維持又は運用に関する経験5年以上を含む14年以上  |
| 第一種     | 7.学校教育法による中学校を卒業した者                                                                                             | 水力設備又は水力設備に相当する発電用以外の設備の工事、維持又は運用                               | 卒業後高さ15 m以上のダム（発電用のものに限る）の工事、維持又は運用に関する経験10年以上を含む20年以上 |
| 第二種     | 1.学校教育法による大学、短期大学若しくは高等専門学校又はこれと同等以上の教育施設において、土木工学に関する学科を修めて卒業した者 | 水力設備の工事、維持又は運用                                                                     | 卒業後3年以上                                                                                        |
| 第二種     | 2.学校教育法による大学、短期大学若しくは高等専門学校又はこれと同等以上の教育施設を卒業した者（1.に掲げる者を除く）               | 水力設備又は水力設備に相当する発電用以外の設備の工事、維持又は運用                               | 卒業後5年以上（3年以上の水力設備に係る経験を含むものに限る）                                         |
| 第二種     | 3.学校教育法による高等学校又はこれと同等以上の教育施設において、土木工学に関する学科を修めて卒業した者                           | 水力設備又は水力設備に相当する発電用以外の設備の工事、維持又は運用                               | 卒業後5年以上（3年以上の水力設備に係る経験を含むものに限る）                                         |
| 第二種     | 4.学校教育法による高等学校又はこれと同等以上の教育施設を卒業した者（3.に掲げる者を除く）                                         | 水力設備又は水力設備に相当する発電用以外の設備の工事、維持又は運用                               | 卒業後7年以上（3年以上の水力設備に係る経験を含むものに限る）                                         |
| 第二種     | 5.学校教育法による中学校を卒業した者                                                                                             | 水力設備又は水力設備に相当する発電用以外の設備の工事、維持又は運用                               | 卒業後12年以上（8年以上の水力設備に係る経験を含むものに限る）                                        |

## 免状の交付を受ける方法
- 経済産業大臣に申請する。